# Tomaspis limbata
Tomaspis limbata är en insektsart som beskrevs av Carl Stål 1864. Tomaspis limbata ingår i släktet Tomaspis och familjen spottstritar. Inga underarter finns listade i Catalogue of Life.